# Reacció SN2

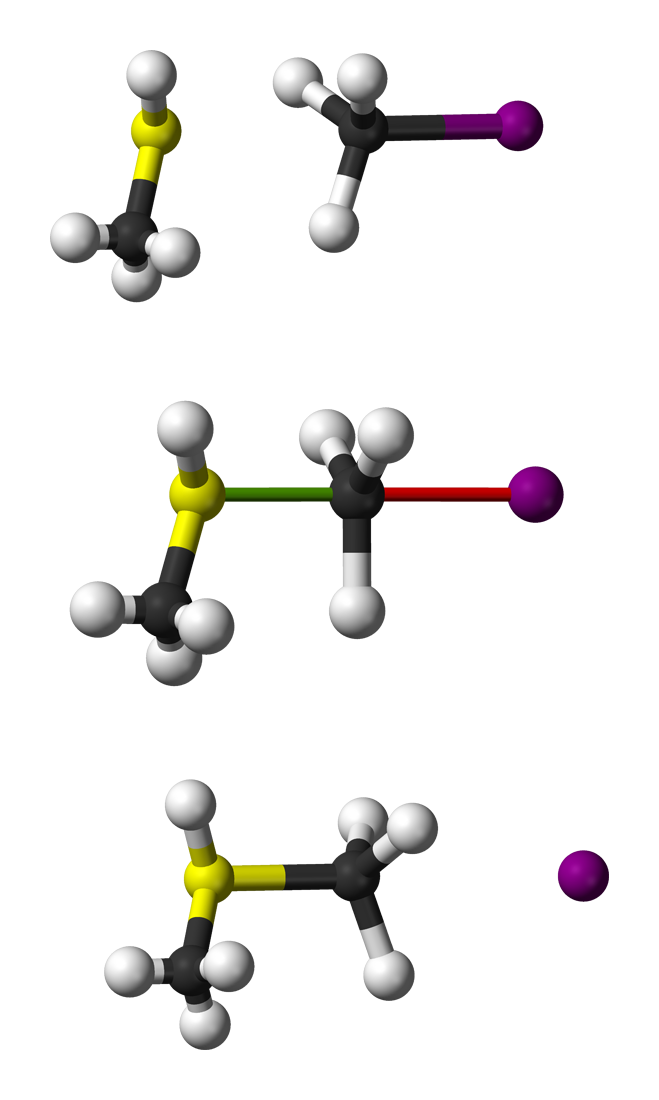
Representació de la reacció S_{N}2 del CH₃SH amb CH₃I

La reacció SN2 o substitució nucleòfila bimolecular és un tipus de substitució nucleòfila en la qual un parell electrònic lliure d'un nucleòfil ataca un centre electròfil i s'hi enllaça, expulsant un altre grup anomenat grup sortint. Així, el grup atacant substitueix el grup sortint en un sol pas.

## Mecanisme

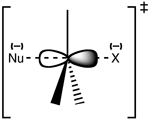
Estructura de l'estat de transició de la S_{N}2

La reacció sovint succeeix en un carboni alifàtic sp3 amb un grup sortint electronegatiu i estable (X), generalment un halogen. El trencament de l'enllaç C-X i la formació de l'enllaç C-Nu succeeix de forma simultània, formant un estat de transició on l'àtom de carboni atacat està pentacoordinat i amb una hibridació aproximadament sp².
Com a exemple, l'atac de l'ió hidròxid (nucleòfil) sobre el bromoetà genera etanol i l'expulsió de l'ió bromur com a grup sortint.
Si el substrat és quiral la reacció pot donar una inversió de la quiralitat anomenada inversió de Walden.

## Cinètica de la reacció
La reacció SN2 segueix una cinètica de reacció de segon ordre, on la velocitat depèn tant de la concentració de nucleòfil, [Nu-], com de la de substrat, [R-X].
{\displaystyle v=k\cdot [R-X]\cdot [Nu^{-}]}
Aquesta és la principal diferència entre els mecanismes SN1 i SN2. En la reacció SN1 l'atac nucleòfil es produeix després de l'etapa lenta, mentre que en la SN2 el nucleòfil força l'expulsió del grup sortint en l'etapa limitant.

## Factors que afecten a la velocitat de la reacció
- Substrat. El substrat determina en major grau la velocitat de reacció. El nucleòfil entra per la cara oposada del grup sortint, de manera que com més fàcil sigui l'entrada del grup nucleòfil, més ràpida serà la reacció, mentre que un substrat molt impedit dificulta l'entrada del nucleòfil i, per tant, la formació de l'estat de transició, disminuint-ne així la velocitat. El metil i substrats primaris reaccionen ràpid, seguits per substrats secundaris. Els substrats terciaris no reaccionen degut a l'impediment estèric.
- Nucleòfil. La velocitat augmenta d'acord amb la nucleofília de l'espècie atacant.
- Dissolvent. Són bons dissolvents per la SN2 els dissolvents polars apròtics (DMSO, acetonitril, etc.), ja que solvaten el catió que acompanya el nucleòfil, fent-lo més estable. Els dissolvents polars pròtics (aigua, metanol, etanol, etc.), en canvi, solvaten el nucleòfil, disminuint-ne la capacitat nucleòfila.
- Grup sortint. Són bons grups sortint aquells que estabilitzen millor la càrrega negativa un cop són expulsats, com per exemple el iodur, bromur, tosilat, etc.